# X Близначен легион
X Близначен легион (Legio X Gemina) е римски легион, който се споменава за пръв път през 58 пр.н.е., когато римската провинция Нарбонска Галия е заплашвана от хелветите. В началото Гай Юлий Цезар може да ползва само този единствен легион, който е стациониран при Женева.
Понеже Цезар е давал коне за кавалерията на X легион, защото не вярва в съюзните галски конници, легионът е наречен Легион X Equestris (конници).